# Feicke Sickinga
Feicke Sickinga (Goënga, 1325 - Heeg 1407) was een heerschap en Vetkoperse hoofdeling uit Goënga. Hij was edelman te Dongjum.
Hij was samen met zijn schoonzoon Rienck Bockema een bondgenoot van Albrecht van Beieren (1336-1404) en behoorde tot de kern van de Hollandse partij bij de oorlog van de graaf van Holland, Henegouwen en Zeeland om Friesland te onderwerpen. 

## Leven

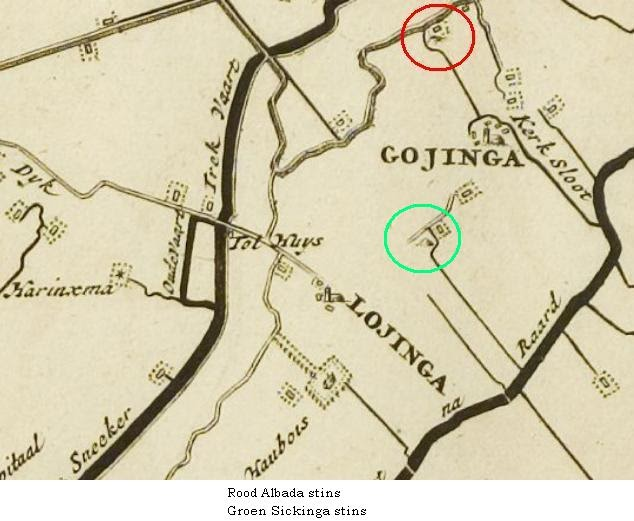
De Sickinga state te Goënga in groen omcirkeld op de kaart van Schotanus uit 1720

Feicke Sickinga werd geboren als zoon van (Io) Feyes Sickinga (1298 te Niehove, Zuidhoorn). Zijn grootvader was Feyo Sickingha (1275), mogelijk de zoon van Ludolfus Sickinghe (±1245), burgemeester van Groningen in 1284, 1291 en 1292. Feicke Sickinga is daarmee mogelijk een telg uit het oud-adellijk Groningse regentengeslacht Sickinghe.
Hij was de vader van Bott Sickinga/Sikkinga (1352-1386). Zij was zijn enige erfdochter en getrouwd met de heerschap en ridder Rienck Bockema (1350-1436) uit Sneek. Hij vocht tegen Turken en Litouwers, werd ridder en pelgrimeerde naar Jeruzalem. Albrecht van Beieren verhief hem in 1398 tot baljuw over een groot gebied. In 1406 stichtte hij het klooster Thabor. Samen met hem woonde zij op Rodenburg te Sneek. 
Sickinga woonde op de Sickinga-state, ten westen van Goënga. De state lag strategisch want ze was verbonden met de doorgaande water- en landroutes van Stavoren naar Leeuwarden. De stins was verbonden met de Sneker Vaart en grensde mogelijk aan de Albada-state. Feicke was daarnaast in het bezit van een zogenaamde veertiende-eeuwse 'woontoren'. De Sickinga-state stond midden in de negentiende eeuw dan ook nog bekend vanwege zijn spreekwoordelijke hoogte. Zijn dochter Bott Sickinga erfde al het Sickinga-goed waaronder de Sickinga-state. Bott en haar man Rienck Bockema waren de schoonouders van Agge Harinxma. Hierdoor kwamen uiteindelijk zowel het Sneker hoofdelingschap als de Sickingastate te Goënga in handen van de familie Harinxma.    

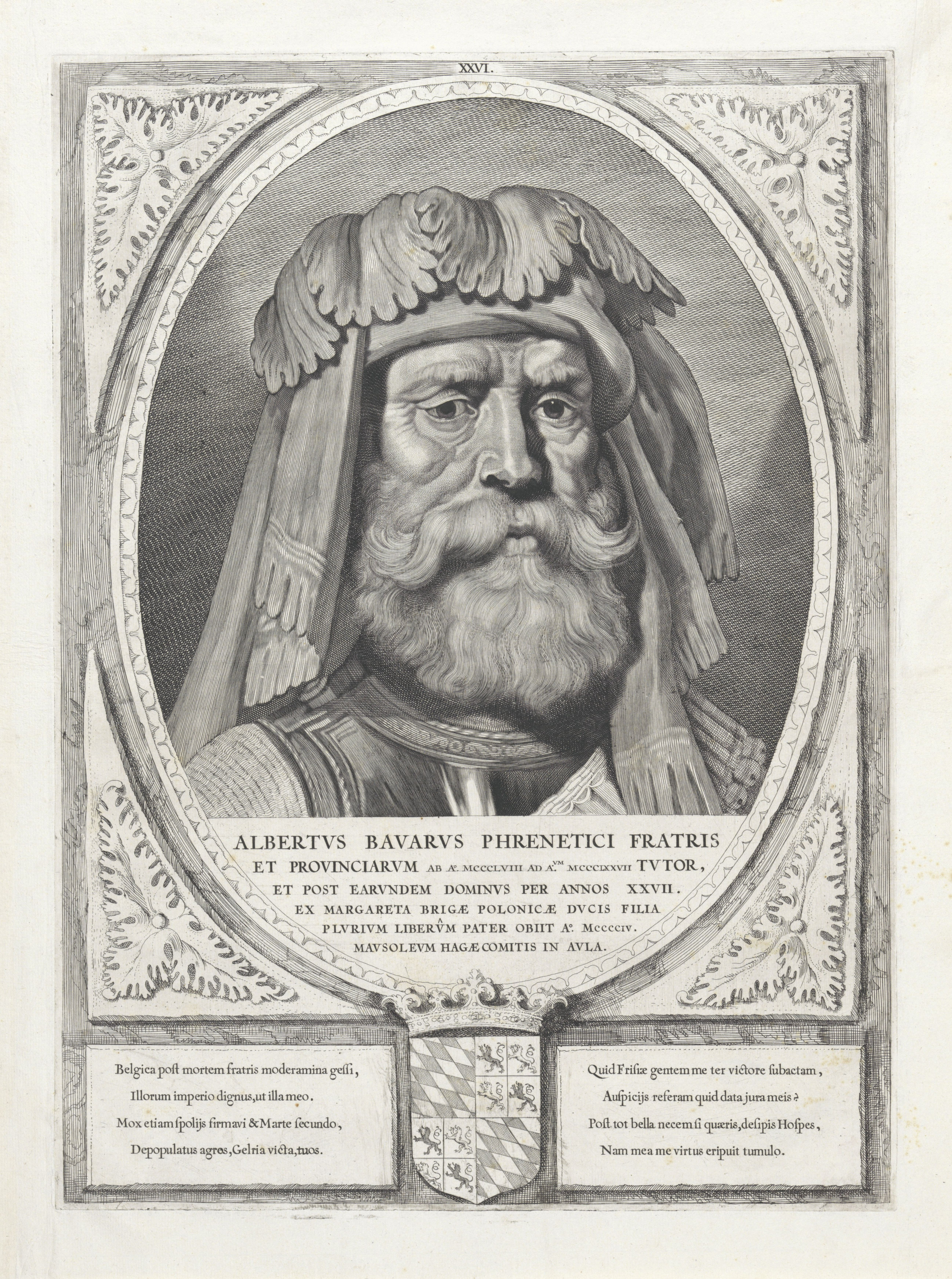
Portret van Albrecht van Beieren, graaf van Holland, Henegouwen en Zeeland

Sickinga was gerechtigd tot de tol van Stavoren en was ook verwant met de grafelijke leenmannen Simon en Allard uit Stavoren. Zijn nakomelingen zouden in de vijftiende eeuw de stadshoofdelingen van Bolsward en Sneek leveren. 

## Werk
Volgens een document in 1383 had hij samen met zijn neef Sicke Albada een geschil om de tol met de Hamburgers. Albada dreigde samen met zijn 'neve Feicke Sickinga ende alle onsen vrienden' de Hamburger kooplieden die de tol niet betaalden te water en te land schade toe te brengen.
Feicke Sickinga was in 1400 trouw aan de graaf van Holland Albrecht van Beieren (1336-1404) bij zijn oorlog om Friesland te onderwerpen. Hij werd in 1400 door de graaf genoemd onder 'onze goede lieden' die 'omwille van ons groot verlies hebben geleden' en die hij daarom zou betalen. 'Fedka Sickinga' kreeg een jaarlijkse rente van vijftig Hollande gulden toegezegd, die hem uitgekeerd moesten worden uit het rentmeesterschap van het land van Woerden. Hij behoorde duidelijk tot de kern van de Hollandse partij.
Sickinga ontving daarnaast samen met zijn schoonzoon Rienck Bockema (1350-1436) een jaarlijkse toelage en daarbij de logieskosten van de graaf van Holland.